# 187 v. Chr.
Portal Geschichte | Portal Biografien | Aktuelle Ereignisse | Jahreskalender | Tagesartikel

◄ |
3. Jahrhundert v. Chr. |
2. Jahrhundert v. Chr. |
1. Jahrhundert v. Chr. |
►

◄ | 200er v. Chr. | 190er v. Chr. | 180er v. Chr. | 170er v. Chr. |
160er v. Chr. |
►

◄◄ | ◄ | 190 v. Chr. | 189 v. Chr. | 188 v. Chr. | 187 v. Chr. |
186 v. Chr. |
185 v. Chr. |
184 v. Chr. |
► |
►►
Staatsoberhäupter

## Ereignisse

### Asien
- Nach dem Tod Antiochos III. übernimmt sein Sohn Seleukos IV. die Herrschaft im Seleukidenreich.

### Römische Republik
- Publius Cornelius Scipio, genannt Scipio Africanus, zieht sich aus dem öffentlichen Leben zurück.

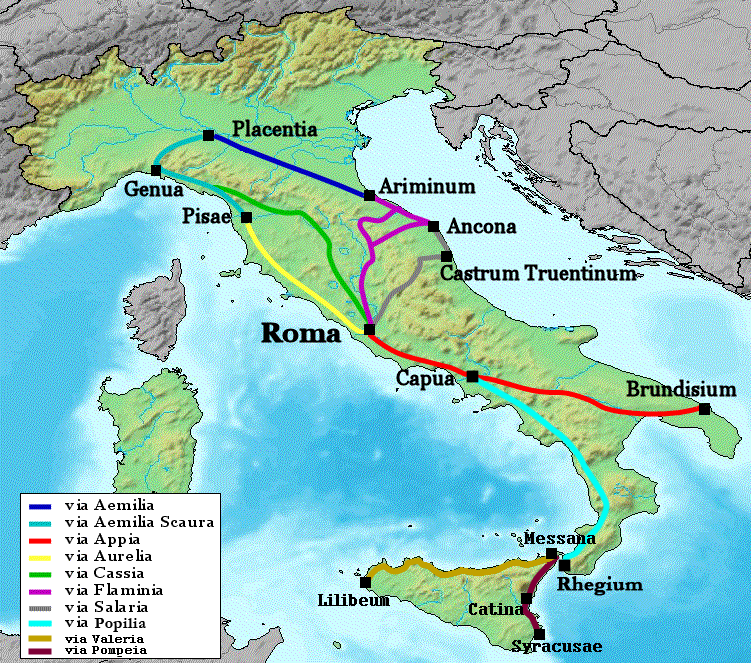
Das römische Straßennetz (die Via Aemilia in Dunkelblau)

- Konsul Marcus Aemilius Lepidus kämpft gegen die Ligurer und veranlasst den Bau der Via Aemilia.
- Konsul Gaius Flaminius besiegt und unterwirft die Apuaner.

## Geboren
- 187/186 v. Chr.: Kleitomachos, hellenistischer Philosoph († 110/109 v. Chr.)

## Gestorben
- Antiochos III., König des Seleukidenreiches (* 242 v. Chr.)